# Genac-Bignac
Genac-Bignac é uma comuna francesa na região administrativa da Nova Aquitânia, no departamento de Charente. Estende-se por uma área de 33.61 km². Em 2010 a comuna tinha 1 016 habitantes (densidade: 30,2 hab./km²).
Foi criada em 1 de janeiro de 2016, a partir da fusão das antigas comunas de Genac e Bignac.